# Nitrate de guanidine
Le nitrate de guanidine est un composé chimique de formule C(NH2)3NO3. Il se présente sous forme d'une poudre blanche cristallisée utilisée dans certaines applications de générateur de gaz ou de propulsion à propergol solide. Il s'agit du sel de guanidine HN=C(NH2)2 et d'acide nitrique HNO3. Lors de sa combustion, il libère beaucoup de gaz avec une température de flamme plutôt basse et une impulsion spécifique assez élevée de 177 s, ce qui l'a fait utiliser comme monergol dans le moteur Jetex (en) en aéromodélisme.